# Assedio di Namur (1914)
L'assedio di Namur si svolse tra il 20 e il 25 agosto 1914, nell'ambito dei più vasti scontri del fronte occidentale della prima guerra mondiale. La città di Namur rappresentava una delle principali piazzeforti fortificate del Belgio, circondata come era da una collana di moderni fortini presidiati da un'intera divisione di truppe regolari. Dopo che i tedeschi ebbero invaso il Belgio il 4 agosto, lo scopo della fortezza divenne quello di rallentare il più possibile la marcia degli invasori in attesa dell'arrivo dei rinforzi della Quinta armata francese.
Un corpo distaccato dalla Seconda armata tedesca, sotto il comando del generale Max von Gallwitz, arrivò davanti Namur il 20 agosto; memori della lezione appresa nel precedente assedio di Liegi, i tedeschi non tentarono di prendere la fortezza con un colpo di mano ma attesero fino al giorno seguente l'arrivo dell'artiglieria pesante d'assedio, comprensiva di quattro batterie di artiglieria super-pesante fornite dall'Impero austro-ungarico. I forti di Namur furono sistematicamente cannoneggiati e demoliti, rendendo agevole l'assalto della fanteria iniziato il 23 agosto. Con la sconfitta riportata dalla Quinta armata francese nella contemporanea battaglia di Charleroi ogni speranza di essere soccorsi svanì e la guarnigione belga decise di abbandonare la città. Gli ultimi forti di Namur capitolarono quindi in mano ai tedeschi il 25 agosto.

## Antefatti

### La situazione strategica

#### Belgio
Nell'epoca precedente alla prima guerra mondiale, la pianificazione militare belga si basava sull'assunto che il regno, internazionalmente neutrale in base a quanto disposto dal Trattato dei XXIV articoli del 1839, sarebbe stato difeso dalle potenze firmatarie del trattato qualora fosse stato invaso da una nazione estera; la probabilità di un'invasione da parte dell'Impero tedesco non portava il Belgio a guardare alla Francia e al Regno Unito come alleati, e in generale il governo belga non intendeva fare nulla di più che proteggere la propria indipendenza. La stipula dell'Entente cordiale tra francesi e britannici nel 1904 portò i belgi a percepire un cambio di atteggiamento nei loro confronti da parte del governo di Londra, fino al punto di poter contare su una tacita protezione loro garantita dal Regno Unito. La preparazione militare del Belgio rimase comunque a uno stato poco sviluppato: l'Esercito belga creò un proprio stato maggiore solo nel 1910, ma dopo il ritiro dal servizio del suo primo responsabile, il tenente generale Harry Jungbluth, il 30 giugno 1912 un sostituto venne nominato solo nel maggio 1914 quando il tenente generale Antonin de Selliers de Moranville assunse l'incarico; Selliers de Moranville, ad ogni modo, iniziò una seria pianificazione per la mobilitazione dell'esercito solo il 29 luglio seguente, ormai alla vigilia dello scoppio delle ostilità.
Secondo i piani di mobilitazione, l'Esercito belga doveva ammassarsi nelle regioni centrali del paese all'interno del cosiddetto "Ridotto nazionale", tenendosi pronto a fronteggiare un'invasione da qualunque lato fosse provenuta. La Posizione fortificata di Liegi (Position fortifiée de Liège o PFL) e la Posizione fortificata di Namur (Position fortifiée de Namur o PFN) sarebbero state lasciate indietro per rallentare un esercito invasore proveniente rispettivamente dalla Germania o dalla Francia; all'atto della mobilitazione il sovrano del Belgio avrebbe assunto il comando dell'Esercito e avrebbe poi scelto dove concentrare l'armata campale belga. Data l'interruzione del nuovo piano di riarmo nazionale, i soldati belgi erano disorganizzati e poco addestrati ma potevano sfruttare strategicamente la posizione centrale per ritardare il contatto con un invasore straniero fino all'arrivo degli aiuti delle potenze garanti della neutralità del paese. Questa linea di condotta era però avversata da una scuola di pensiero, che voleva invece l'adozione di uno schieramento delle truppe lungo la frontiera minacciata, in accordo con le teorie dell'offensiva a oltranza in voga all'epoca negli ambienti militari francesi; come compromesso finale, i piani belgi prevedevano di concentrare il grosso dell'armata dietro il corso del fiume Gete ma lasciando un'intera divisione a presidio tanto di Liegi quanto di Namur.

#### Germania
Sin dal 1891, la pianificazione strategica tedesca dava la priorità a una manovra offensiva contro la Francia mentre contemporaneamente veniva adottata una postura difensiva nei confronti del principale alleato dei francesi, l'Impero russo. La pianificazione tedesca era influenzata dall'inferiorità numerica della Germania rispetto ai suoi potenziali nemici, dalla velocità di mobilitazione e concentrazione di cui di coverso godevano i tedeschi e dal vasto aumento della potenza di fuoco delle armi moderne: si riteneva che gli attacchi frontali fossero ora troppo costosi, protratti nel tempo e portatori di successi modesti, in particolare dopo che francesi e russi ebbero modernizzato le loro opere fortificate poste ai confini della Germania. Alfred von Schlieffen, capo dello stato maggiore generale tedesco dal 1891 al 1906, sviluppò quindi un piano per aggirare le fortificazioni di frontiera dei francesi sferrando un'offensiva lungo il fianco settentrionale dello schieramento nemico, la quale avrebbe portato a una superiorità locale delle forze tedesche e quindi a una vittoria rapida e decisiva; tra il 1898 e il 1899 questa manovra (il "Piano Schlieffen") venne sviluppata come una rapida invasione del neutrale territorio del Belgio, nella zona compresa tra Anversa e Namur, con le forze tedesche che avrebbero poi piegato oltre la frontiera franco-belga per arrivare a minacciare Parigi da nord.
Il feldmaresciallo Helmuth Johann Ludwig von Moltke subentrò a Schlieffen nel 1906, e si dimostrò meno sicuro rispetto al suo predecessore del fatto che i francesi si sarebbero conformati ai piani tedeschi. Moltke adattò il piano di schieramento e concentrazione del Deutsches Heer per sviluppare tanto un attacco al centro quanto un attacco avvolgente da entrambi i fianchi come varianti rispetto alla manovra originaria concepita da Schlieffen, spostando divisioni dal fianco destro dello schieramento tedesco a quello sinistro, davanti alla frontiera tra Francia e Germania. La forza principale tedesca sarebbe comunque avanzata attraverso il Belgio per poi attaccare verso sud in Francia, avvolgendo le armate francesi alla loro sinistra e respingendole sui fiumi Mosa, Aisne, Somme, Oise, Marna e Senna, incapaci di ritirarsi nella Francia centrale. Se anche i francesi non fossero stati annientati dalla manovra da nord, questa avrebbe creato le condizioni per la vittoria al centro dello schieramento o in Lorena sul confine comune.

### Le fortificazioni di Namur

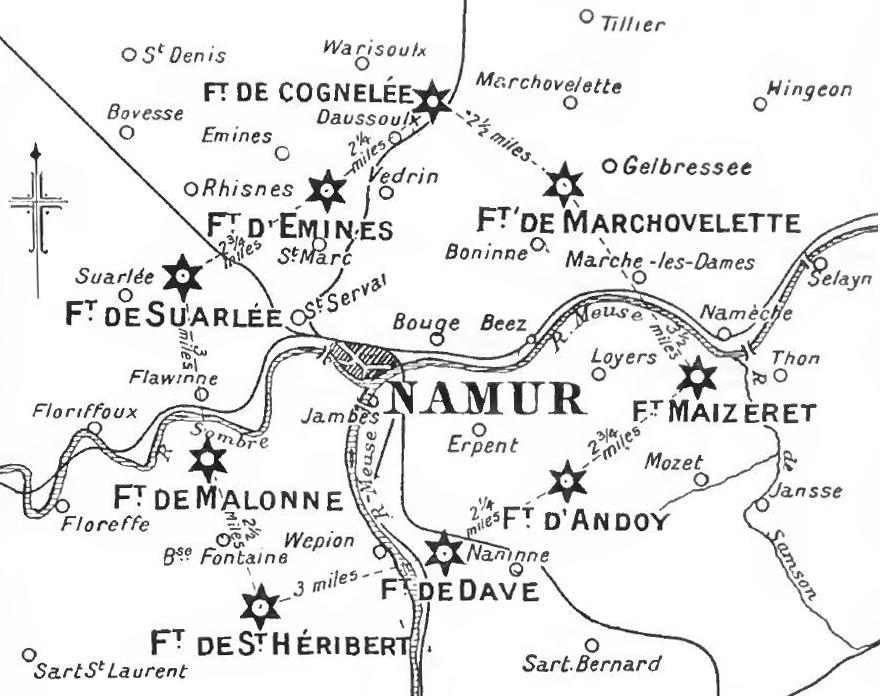
Carta di Namur con indicati i forti che la difendevano nel 1914

La valle del fiume Mosa rappresentava una facile via attraverso la quale la Francia o la Germania potevano invadere il Belgio, e dopo gli eventi della guerra franco-prussiana del 1870-1871 il generale Henri Alexis Brialmont decise di fortificarla stabilendo delle piazzeforti a Liegi e Namur, come deterrente da possibili invasioni. La Posizione Fortificata di Namur (PFN) fu realizzata tra il 1888 e il 1892, e consisteva in una catena di forti collocata intorno alla città a circa 7 chilometri dal suo centro, posto a cavallo della confluenza del fiume Sambre con la Mosa; i forti, nove in tutto, consistevano in postazioni standardizzate dalla pianta triangolare o quadrilatera, al fine di ridurre al minimo l'ammontare di batterie d'artiglieria collocate dei loro fossati. Sul lato sinistro della Mosa, in un arco da ovest a nord-est attorno all'abitato di Namur, si trovavano i forti di Fort de Saint-Héribert e Fort de Malonne (posti a sud del corso della Sambre), Fort de Suarlée, Fort d'Emines, Fort de Cognelée e Fort de Marchovelette; sul lato destro della Mosa, a sud-est della città, si trovavano invece i forti di Fort de Maizeret, Fort d'Andoy e Fort de Dave. L'anziana Cittadella di Namur, ormai obsoleta come postazione fortificata, era conservata solo come posto di comando.
I forti erano realizzati in calcestruzzo non armato, un materiale innovativo per l'epoca; i primitivi sistemi di illuminazione notturna esistenti al tempo obbligavano però a eseguire le operazioni di gettata del calcestruzzo liquido solo nelle ore di luce, il che causava una cattiva interconnessione tra le gettate eseguite in momenti diversi. I forti presentavano una cittadella centrale coperta da 3-4 metri di calcestruzzo; i punti meno vulnerabili della caserma dove alloggiava la guarnigione avevano invece muri in calcestruzzo spessi 1,5 metri, e tutto il forte era circondato da un fossato difensivo ampio 8 metri. L'entrata, rivolta in direzione della città, aveva una lunga rampa di accesso protetta da strutture a tamburo con feritoie per le armi perpendicolari all'ingresso; il portone era protetto da un ponte levatoio che si ritraeva lateralmente sopra una fossa di 3,5 metri di ampiezza, oltre che da una grata metallica e da un cannone da 57 millimetri che sparava lungo l'asse del cancello. I forti di Namur erano armati in totale con 171 pezzi d'artiglieria pesante, con ciascuna piazzaforte dotata di 5-8 cannoni della Krupp in calibro 120 mm, 150 mm e 210 mm, i pezzi tecnologicamente più moderni disponibili nel 1888; i cannoni erano montati in torrette corazzate retrattili, realizzate in Francia, Belgio e Germania: i forti a pianta triangolare avevano tre torrette, quelli a pianta quadrangolare quattro. I forti avevano poi dei cannoni da 57 mm per la difesa ravvicinata, generalmente per un totale di 6 o 9 pezzi installati in casematte i cui campi di tiro coprivano il fossato.
I forti della PFN furono costruiti in modo da resistere a colpi d'artiglieria in calibro 210 mm, ed erano equipaggiati di generatori di elettricità alimentati a vapore che garantivano il funzionamento di luci, pompe e proiettori da ricerca; il costo totale di costruzione di un singolo forte si aggirava sui 29 milioni di franchi. I forti avevano un lato debole nella parte posteriore, in modo da consentire a truppe belghe uscite dalla città di ricatturarli con un contrattacco qualora fossero stati invasi dal nemico; le caserme e strutture di supporto della guarnigione erano costruite sul retro del forte, utilizzando il fossato posteriore per l'illuminazione e la ventilazione degli spazi abitativi. Erano stati presi vari accorgimenti per soddisfare le necessità quotidiane delle truppe della fortezza, ma le latrine, le docce, le cucine e l'obitorio erano stati costruiti nella controscarpa, una collocazione che poteva diventare insostenibile se i fumi dei proiettili esplosivi si raccoglievano negli alloggi e nelle aree di supporto mentre i forti erano ventilati naturalmente. Oltre agli artiglieri dei cannoni, ogni forte aveva assegnato un distaccamento di fanteria incaricato di compiere sortite qualora il nemico si fosse avvicinato tropo alla struttura.

## L'assedio

### Preludio

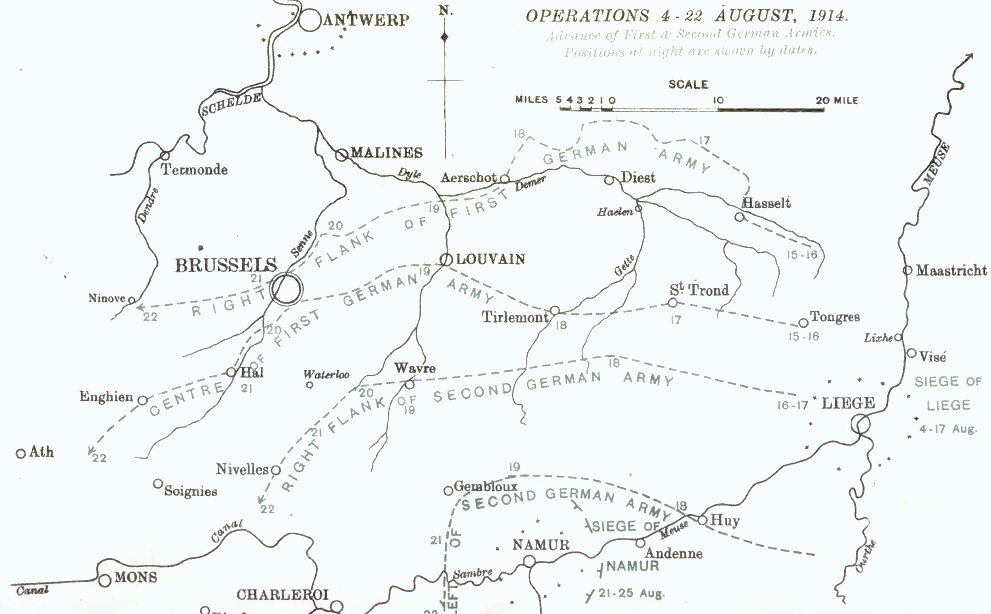
Carta del Belgio orientale con indicate le direttrici dell'invasione tedesca dell'agosto 1914

Dopo un ultimatum il 2 agosto 1914 con cui i tedeschi pretendevano il libero passaggio delle loro truppe attraverso il Belgio, rigettato dal governo di Bruxelles in nome della sua neutralità, la Germania dichiarò guerra al piccolo regno il 4 agosto seguente, dando il via all'invasione. Il 5 agosto i tedeschi sferrarono quindi il loro attacco alla fortezza di Liegi, proseguito fino al 16 agosto seguente quando l'ultimo fortino belga capitolò nelle mani del nemico; la rete ferroviaria del Belgio orientale fu riaperta al traffico il 17 agosto e la Prima, Seconda e Terza armata tedesca furono libere di riprendere la loro avanzata alla volta della frontiera franco-belga. L'armata campale belga si ritirò dalla linea del fiume Gete il 18 agosto ripiegando alla volta della piazzaforte di Anversa, e la capitale Bruxelles fu abbandonata in mano ai tedeschi il 20 agosto. L'assedio di Liegi aveva impegnato i tedeschi per undici giorni invece dei due preventivati nei piani prebellici, e subito dopo il generale Karl von Bülow, comandante della Seconda armata tedesca, creò un raggruppamento di forze ad hoc ("Angriffsgruppe Namur") per occuparsi della fortezza di Namur: sotto la guida del generale Max von Gallwitz, il gruppo riuniva il Corpo della riserva della Guardia (con la 3ª Divisione della Guardia e la 1ª Divisione di riserva della Guardia), il XI Corpo d'armata distaccato dalla Terza armata (con la 22ª e la 38ª Divisione di fanteria) e una divisione distaccata dal VII Corpo della riserva (la 14ª Divisione di riserva), per un totale di circa 107000 uomini. Le unità di von Gallwitz mossero su Namur il 16 agosto, iniziando ad apparire in forze davanti alla città per il 20 agosto seguente; la Terza armata del generale Max von Hausen proteggeva il fianco meridionale lungo il corso della Mosa, mentre la Seconda armata di von Bülow muoveva verso Charleroi per attaccare le forze francesi entrate in Belgio per sostenere gli alleati.
Namur disponeva di una guarnigione di 37000 uomini tra truppe statiche di presidio e regolari della 4ª Divisione fanteria belga, sotto il comando del generale Édouard Michel; i belgi puntavano a tenere la fortezza fino a che non fossero arrivati in loro soccorso i reparti della Quinta armata francese in marcia da sud, ma solo un reggimento francese riuscì a raggiungere la città prima che l'assedio avesse inizio. Unità di cavalleria tedesche e belghe ingaggiarono una schermaglia a nord di Namur il 5 agosto, e due giorni più tardi a sud-est della città; il 19 agosto l'8ª Brigata belga abbandonò la posizione avanzata di Huy non appena il Corpo della riserva della Guardia e il XI Corpo tedeschi ebbero fatto la loro comparsa a oriente, facendo saltare il locale ponte sulla Mosa e ripiegando alla volta d Namur.
Von Bülow ordinò a von Gallwitz di muovere all'attacco di Namur con tutte le sue forze, mentre la Terza armata proteggeva il suo fianco destro da eventuali contrattacchi nemici nella zona tra Namur e Givet. Unità di artiglieria pesante e genieri già impiegate a Liegi furono spostate in direzione di Namur lungo la valle della Mosa, mentre le forze di von Gallwitz procedevano per la via più breve muovendo il Corpo di riserva della Guardia lungo la riva nord del fiume e il XI Corpo lungo la riva meridionale. Von Bülow arrivò al quartier generale di von Gallwitz il 20 agosto, e insistette perché la 1ª Divisione di riserva della Guardia muovesse rapidamente a nord e nord-ovest di Namur, al fine di proteggere il fianco sinistro della Seconda armata mentre questa ruotava intorno alla fortezza; la divisione tentò di attraversare la Mosa ad Andenne, ma fu ritardata da scontri nelle strade con quelli che vennero identificati come "civili belgi". Nel frattempo, la 3ª Divisione della Guardia fu ritardata a Hingeon e poi a Cognelée da un contrattacco dei belgi; sulla riva sud della Mosa, il XI Corpo respinse i contrattacchi belgi e raggiunse la sua assegnata area di assembramento a Florée. L'artiglieria tedesca era in ritardo e l'inizio del bombardamento preparatorio contro le fortificazioni di Namur fu quindi spostato al 21 agosto.
Dopo una ricognizione eseguita il 19 agosto von Gallwitz decise che prendere la fortezza con un colpo di mano non era possibile, e il generale scelse quindi di sferrare un attacco preparato dal lato nord-orientale della città tra Hingeon e Vezin con la 3ª Divisione della Guardia e dal lato orientale con il XI Corpo, mentre la 1ª Divisione di riserva della Guardia rimaneva in posizione arretrata ad Andenne. L'artiglieria d'assedio doveva essere schierata nei settori opposti ai forti di Marchovlette, Maizeret e Andoy: la fanteria tedesca doveva prenedere posizione entro le 11:00 del 21 agosto lungo una linea rappresentata dai villaggi di Franc, Waret, Vezin, Sclayn, Strud e Les Tombs, dopo di che l'artiglieria avrebbe iniziato il bombardamento preparatorio nel pomeriggio dello stesso giorno. L'Alto comando tedesco inviò a von Gallwitz un piano d'assalto preparato anzitempo, comprensivo di un dossier relativo alle fortificazioni e alla guarnigione, ma il generale decise di condurre l'attacco secondo le tecniche di manovra in campo aperto piuttosto che secondo i dettami della dottrina prebellica in materia di guerra d'assedio. La ricognizione aerea informò i tedeschi della presenza di truppe belghe a Cognelée e di un ponte di barche a Vépion e Arrêt sui due lati dell'abitato di Namur, oltre ad avvistare traffico ferroviario a sud-ovest in direzione della fortezza. I belgi avevano inoltre sfruttato il tempo perso dai tedeschi a Liegi per costruire trincee e fortificazioni campali nello spazio libero tra i forti della città, in particolare nelle zone più vulnerabili del perimetro a nord e sud-est.

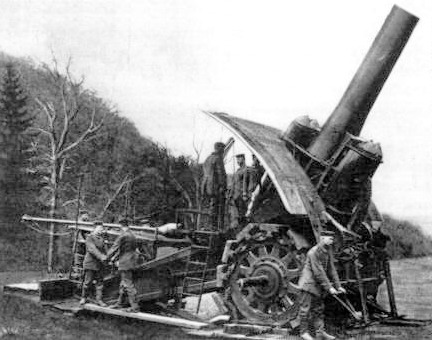
Un obice pesante 42 cm M-Gerät 14 L/12 (soprannominato "Grande Berta"); il pezzo fu impiegato dai tedeschi negli assedi di Liegi e Namur dell'agosto 1914

### Il bombardamento
I cannoni tedeschi iniziarono il fuoco sulle fortificazioni di Namur come previsto nel pomeriggio del 21 agosto, ma il tiro fu ben presto interrotto dalla nebbia e al tramonto l'artiglieria schierata nei settori settentrionale e sud-orientale aveva potuto cannoneggiare solo i forti di Marchovelette, Maizeret, Andoy e il terreno in mezzo a essi. Il tiro di risposta dell'artiglieria belga era stato misero, e la 1ª Divisione di riserva della Guardia venne fatta avanzare in direzione dell'area compresa tra i villaggi di Hemptinne e Meeffe; nel frattempo, la 3ª Divisione della Guardia raggiunse gli approcci ai villaggi di Marchovelette, Gelbressée e Wartet, la 22ª Divisione si spinse fino a una linea compresa tra i villaggi di Thon, Goyet e Faulx, e la 38ª Divisione si spostò ad Andenne. La ricognizione della zona a est e sud-est di Namur rivelò un terreno pieno di burroni scoscesi e impraticabile per un assalto, il che portò von Gallwitz a trasformare l'attacco in questa zona in una mera finta per distrarre i difensori; alla 38ª Divisione fu quindi ordinato di muovere sulla riva nord della Mosa il giorno seguente.
Il tempo piovoso ostacolava la ricognizione aerea tedesca, ma la 1ª Divisione di riserva della Guardia e la 38ª Divisione si videro assegnare l'attacco principale lungo un fronte compreso tra i villaggi di Daussoulx e Gelbressée, mentre la 3ª Divisione della Guardia attendeva in riserva; all'artiglieria fu ordinato di concentrare il tiro su Fort de Cognelée. Il 22 agosto la guarnigione belga sferrò due contrattacchi e la 3ª Divisione della Guardia fu attirata in combattimento nei pressi di Marchovelette, finendo con il disorganizzarsi e obbligando il comando a rimandare l'assalto alla fortezza al giorno seguente. Il bombardamento nel frattempo continuò: se i comandanti dell'artiglieria tedesca si dissero certi di aver inflitto danni devastanti ai forti belgi, i comandanti della fanteria, i genieri e la ricognizione aerea misero in evidenza che il fuoco di risposta del nemico non era affatto diminuito.

### L'assalto

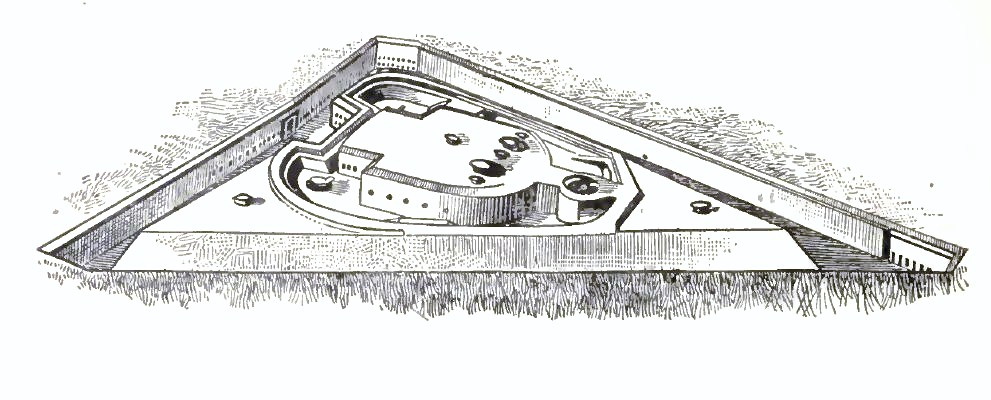
Raffigurazione grafica di un "Forte Brialmont" a pianta triangolare

Von Gallwitz ordinò di sferrare l'assalto lungo i fronti nord-orientale e settentrionale per il 23 agosto, affidandone la direzione al comandante del XI Corpo, il tenente generale von Plüskow. L'artiglieria tedesca avrebbe soppresso il fuoco dei cannoni appostati nei forti belgi, dopo di che la fanteria e i genieri avrebbero attaccato le fortificazioni intermedie con il supporto dell'artiglieria campale; l'attacco doveva portare all'occupazione del terreno a nord di Namur fino alla massicciata della linea ferroviaria Gembloux–Namur–Huy. Von Plüskow chiese un rinvio dell'assalto fino a che vi fosse la certezza che i forti belgi erano stati ridotti all'impotenza, ma von Gallwitz si rifiutò. L'offensiva tedesca partì quindi come previsto la mattina del 23 agosto, e alle 09:30 la 3ª Divisione della Guardia riferì di aver catturato le difese campali belghe a est di Fort de Cognelée, portando von Plüskow a ordinare un attacco generale lungo tutto il settore. Alle 11:15 i difensori belgi appostati sui due lati di Fort de Marchovelette furono messi in rotta, e il fuoco di risposta proveniente da Marchovelette e dal Fort de Cognelée si affievolì fino a cessare. Gli attacchi iniziarono lungo il fronte in direzione di Namur, e una brigata della 1ª Divisione di riserva della Guardia e un reggimento della 38ª Divisione avanzarono lungo la strada Leuze-Namur per proteggere fianco dell'assalto contro l'interferenza dei forti di Emines e Suarlée. Fort de Cognelée e Fort de Marchovelette si arresero ai tedeschi a metà pomeriggio, e le truppe tedesche all'attacco a nord di Namur raggiunsero tutti gli obiettivi prefissati per le 16:00.
Mentre l'offensiva era in corso, la sopraggiunta 14ª Divisione di riserva mosse all'attacco del terreno tra i forti di Emines e Suarlée al fine di sviare il fuoco dell'artiglieria belga dall'assalto principale, mentre la 22ª Divisione cannoneggiò i forti di Maizeret e Andoy fino al pomeriggio, quando la fanteria tedesca mosse all'assalto del terreno in mezzo alle due postazioni. Alle 17:00 von Gallwitz inviò un delegato al quartier generale belga, chiedendo la resa della guarnigione e dei forti rimanenti entro le 19:00 e minacciando in caso contrario di far bombardare la città; nel frattempo, a von Plüskow fu ordinato di prepararsi a scatenare uno sbarramento di artiglieria sul terreno a sud di Namur, onde prevenire l'arrivo di truppe nemiche o una ritirata della guarnigione. Il comando belga non diede alcuna risposta una volta scaduto il termine fissato dai tedeschi, ma per evitare combattimenti strada per strada nelle ore di buio questi ultimi si limitarono a dare il via a un bombardamento di artiglieria sulla cittadella e sui quartieri meridionali di Namur; il bombardamento cessò dopo solo quindici minuti, non appena alcune unità tedesche a nord iniziarono a spingersi oltre la massicciata della ferrovia incontrando poca resistenza. Von Gallwitz ordinò un'avanzata generale da nord alla volta della Mosa e della Sambre: l'attacco non incontrò resistenza, ma una volta raggiunta la sponda dei fiumi i tedeschi trovarono che tutti i ponti, salvo un piccolo attraversamento sopra la Sambre, erano stati fatti saltare in aria. Truppe penetrate nella città riferirono che la 4ª Divisione belga si era ritirata sulla sponda sud della Mosa non appena l'attacco tedesco era riuscito a superare la linea dei forti; nel corso della notte i tedeschi consolidarono le posizioni raggiunte e si prepararono a rinnovare l'offensiva la mattina dopo.
I preparativi per un nuovo attacco tedesco furono completati per le 05:00 del 24 agosto, e l'artiglieria d'assedio riprese il fuoco contro i forti di Emine e Suarlée; nel mentre le unità tedesche penetrate in città riparavano gli attraversamenti sopra la Mosa e la Sambre. Il Fort de Maizere era capitolato il giorno prima nelle mani della 22ª Divisione, e von Gallwitz ordinò alla 38ª Divisione di avanzare attraverso la campagna aperta a sud-ovest di Namur per attaccare alle spalle i forti di Malonne e St. Héribert; la 3ª Divisione della Guardia doveva invece occupare il resto della città mentre la 1ª Divisione di riserva della Guardia rimaneva a protezione dell'artiglieria tedesca schierata a nord della Mosa, ancora intenta a bombardare i forti di Emine e Suarlée. La 14ª Divisione di riserva doveva prevenire uno sfondamento dei belgi in direzione ovest o sud-ovest, e la 22ª Divisione doveva occupare i forti di Andoy e Dave prima di avanzare verso la Mosa. La 3ª Divisione della Guardia completò l'occupazione dell'abitato di Namur nel corso della mattinata, procedendo quindi a espugnare il Fort de Andoy; Fort de Malone fu preso con un colpo di mano della 38ª Divisione, che a sera conquistò anche il Fort de St. Héribert. I restanti forti di Emines, Dave e Suarlée finirono con il capitolare il 25 agosto.

## Conseguenze

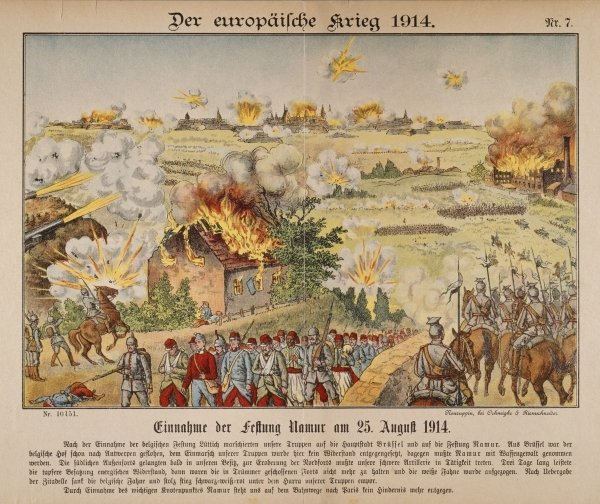
Illustrazione tedesca dell'epoca celebrante la capitolazione di Namur

Le forze belghe subirono circa 15000 perdite nel corso dell'assedio tra morti, feriti e prigionieri, di cui circa 10000 appartenenti alla 4ª Divisione; l'unità riuscì comunque a ritirarsi a sud fino a raggiungere le linee della Quinta armata francese: trasferita a Le Havre, la divisione si spostò via mare fino a Ostenda dove arrivò il 27 agosto, per poi ricongiungersi al resto dell'armata campale belga asserragliato ad Anversa. Secondo la storia ufficiale tedesca della guerra, l'assedio di Namur portò alla cattura di 5700 prigionieri di guerra belgi e francesi oltre a dodici pezzi di artiglieria campale; alcuni elementi della 4ª Diviisone belga furono fatti prigionieri a sud di Namur mentre tentavano di fuggire dalla città all'ultimo momento. Le forze tedesche subirono invece nel corso dell'assedio un totale di 900 perdite, tra cui 300 morti.
Secondo la storiografia ufficiale tedesca, la rapida cattura di Namur rese indifendibile la posizione della Quinta armata francese nell'angolo compreso tra i fiumi Sambre e Mosa. Il successo dell'assalto fu ascritto all'abilità di von Gallwitz, che seppe combinare le strategie di attacco in campo aperto e di guerra d'assedio in un piano coeso, molto più efficiente dei metodi usati nel precedente assedio di Liegi; l'attacco a Namur si risolse in un rapido successo, con l'impiego di poche truppe e al prezzo di poche perdite per i tedeschi, a dispetto delle tre settimane concesse alla guarnigione per rafforzare le sue difese. I tedeschi invertirono la tattica usata a Liegi e aspettarono che l'artiglieria d'assedio bombardasse i forti prima di attaccare con la fanteria: il bombardamento rese insostenibile per i difensori tenere i fossati posteriori dei forti, e gli attaccanti poterono quindi infilarsi tra i forti stessi e attaccarli dal retro.
I difensori belgi furono sospinti verso la cittadella di Namur, dove le sistemazioni sanitarie per 500 uomini divennero ben presto insostenibili a causa dell'aria irrespirabile; nel mentre l'artiglieria tedesca demoliva i forti uno a uno con il fuoco in precipitazione degli obici di grosso calibro. Si dimostrò impossibile per i difensori lanciare sortite sotto il fuoco dell'artiglieria tedesca, anche se circa il 60% dei colpi sparati mancò i forti stessi. I cannoni belgi si rivelarono invece meno potenti ma più precisi, giovandosi dell'osservazione dei forti vicini per comunicare gli aggiustamenti del tiro.